# Jakob Arjouni

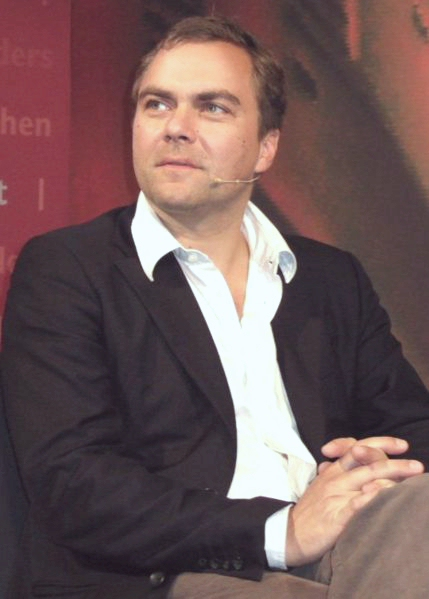
Jakob Arjouni

Jakob Arjouni is het pseudoniem van de Duitse schrijver Jakob Bothe, geboren Michelsen (Frankfurt am Main, 8 oktober 1964 – Berlijn, 17 januari 2013).
Arjouni schreef zijn eerste roman Happy Birthday, Türke! na het afbreken van zijn studie. Later volgde zijn eerste toneelstuk Die Garagen. Hij is bekend geworden als schrijver van de Kayankaya-detektive serie. Voor zijn boek Ein Mann ein Mord kreeg hij in 1992 de Duitse Krimi-prijs.
Arjouni overleed op 17 januari 2013 aan de gevolgen van alvleesklierkanker. Arjouni werd 48 jaar.

## Kayankaya-Krimis
- Happy Birthday, Türke! (1985)
- Mehr Bier (1987)
- Ein Mann ein Mord (1991)
- Kismet (2001)
- "Dein Wurstenbude" (2003)

## Toneel
- Die Garagen (1988)
- Nazim schiebt ab (1990)
- Edelmanns Tochter (1996)

## Romans
- Magic Hoffmann (1996)
- Hausaufgaben (2004)
- Chez Max (2006)
- Der heilige Eddy (2009)
- Cherryman jagt Mister White (2011)

## Korte verhalen
- Ein Freund (1998)
- Idioten. Fünf Märchen (2003)

- Bibsys: 99051412
- Biblioteca Nacional de España: XX877199
- Bibliothèque nationale de France: cb122330004 (data)
- Catàleg d'autoritats de noms i títols de Catalunya: 981058617767106706
- CiNii: DA11465152
- Gemeinsame Normdatei: 118184555
- International Standard Name Identifier: 0000 0000 8137 9489
- Library of Congress Control Number: n92017138
- Nationale Bibliotheek van Letland: 000154138
- MusicBrainz: ddc522cb-3f28-4d40-b26b-05b553a05395
- Bibliotheek van het Japanse parlement: 00671015
- Nationale Bibliotheek van Tsjechië: jn19990000245
- Nationale bibliotheek van Australië: 35815268
- Nationale Bibliotheek van Israël: 987007434219105171
- Nationale Bibliotheek van Polen: a0000001119813
- Nederlandse Thesaurus van Auteursnamen: 073033669
- Réseau des bibliothèques de Suisse occidentale: 02-A002938235
- Istituto Centrale per il Catalogo Unico: LO1V133792
- Système universitaire de documentation: 031034136
- Trove: 1100113
- Virtual International Authority File: 59136142
- WorldCat: E39PBJymG4x9BqkxwMdtd4cQMP